# Пролептичний григоріанський календар
Пролептичний григоріанський календар створений шляхом продовження григоріанського календаря вглиб до дат, що передували його офіційному запровадженню у 1582 році. У країнах, які прийняли григоріанський календар після його офіційного та першого запровадження, дати, що відбулися в проміжний період від 15 жовтня 1582 року (перша дата використання григоріанського календаря, датована 5 жовтня 1582 року за попереднім юліанським календарем ) до дати, коли відповідна країна прийняла григоріанський календар і відмовилася від юліанського календаря, іноді також «григоріанізовані». Наприклад, день народження Тараса Шевченка спочатку був датований 25 лютого 1814 року, оскільки Російська імперія  використовувала юліанський календар. Після того, як УНР 16 лютого 1918 року перейшла на григоріанський календар і цей день стали вважати 1 березня 1918 року, день народження Шевченка став пролептично 9 березня 1814 року за григоріанським календарем, застосованим вглиб. Це залишається сучасним датуванням його дня народження.

## Використання
ISO 8601:2004 (пункт 3.2.1 Григоріанський календар) чітко вимагає використання пролептичного григоріанського календаря для всіх дат до запровадження 15 жовтня 1582 року, якщо партнери по обміну інформацією погоджуються. Більшість дослідників цивілізації мая так само використовують його,  зокрема при перетворенні дат Довгого рахунку (1 століття до н. е. – 10 століття н. е.).
Найкраща практика для цитування історично сучасних документів полягає в тому, щоб цитувати дату, виражену в оригінальному тексті, і зазначати будь-які контекстуальні наслідки та висновки щодо використаного календаря та еквівалентів в інших календарях. Ця практика дозволяє іншим повторно оцінювати оригінальні докази.
Для цих календарів можна визначити дві системи нумерації років до нашої ери. Беда та пізніші історики не називали жодного року нульовим ( nulla латиною; див. Нульовий рік ); тому рік, що передує 1 р. н.е., — це 1 р. до н.е. У цій системі 1 рік до нашої ери є високосним (так само у пролептичному юліанському календарі). Математично зручніше запровадити рік 0 і подати попередні роки як від’ємні числа з конкретною метою полегшення розрахунку кількості років між негативним (BC) роком і позитивним (AD) роком. Це конвенція в астрономічній нумерації років і міжнародний стандарт системи дат ISO 8601. У цих системах рік 0 є високосним..
Хоча номінальний юліанський календар почав діяти в 45 р. до н. е., високосні роки між 45 р. до н. е. і 1 р. до н. е. були нерегулярними . Таким чином, юліанський календар із чотирирічним високосним роком використовувався лише з кінця 4 року нашої ери до 1582 року або пізніше (залежно від конкретної нації, про яку йдеться).
Пролептичний григоріанський календар іноді використовується в комп’ютерному програмному забезпеченні для спрощення ідентифікації догригоріанських дат, наприклад, у PostgreSQL  MySQL, SQLite, PHP, CIM, Delphi та Python.

## Різниця між датами юліанського та пролептичного григоріанського календарів
До офіційного та першого запровадження григоріанського календаря відмінності між датами юліанського та пролептичного григоріанського календарів були такими:
У наведеній нижче таблиці припускається, що юліанський високосний день — 29 лютого, але юліанський високосний день, тобто бісекстильний день ( ante diem bis sextum Kalendas Martias латинською мовою ), був досягнутий повторенням 24 лютого. Тому дати між 24 і 29 лютого у всі високосні роки були нерегулярними.
Примітка. Перетворюючи дату в рік, який є високосним за юліанським календарем, але не за григоріанським, слід враховувати 29 лютого в обчисленні, коли перетворення перетинає межу лютого та березня.
| Період юліанського                                                                        | Період пролептичного григоріанського          | Випередження григоріанського на: |
| ----------------------------------------------------------------------------------------- | --------------------------------------------- | -------------------------------- |
| З 3 березня 4 року нашої ери (початок чотирирічного високосного року) до 1 березня 100 р. | З 1 березня 4 по 28 лютого 100 року нашої ери | −2 дні                           |
| З 2 березня 100 року по 29 лютого 200 року                                                | З 1 березня 100 року по 28 лютого 200 року    | −1 день                          |
| З 1 березня 200 по 28 лютого 300                                                          | З 1 березня 200 по 28 лютого 300              | 0 днів                           |
| З 29 лютого 300 року по 27 лютого 500 року                                                | З 1 березня 300 по 28 лютого 500              | 1 день                           |
| З 28 лютого 500 року по 26 лютого 600 року                                                | З 1 березня 500 року по 28 лютого 600 року    | 2 дні                            |
| З 27 лютого 600 по 25 лютого 700                                                          | З 1 березня 600 по 28 лютого 700              | 3 дні                            |
| З 26 лютого 700 року по 24 лютого 900 року                                                | З 1 березня 700 року по 28 лютого 900 року    | 4 дні                            |
| З 25 лютого 900 року по 23 лютого 1000 року                                               | З 1 березня 900 року по 28 лютого 1000 року   | 5 днів                           |
| З 24 лютого 1000 року по 22 лютого 1100 року                                              | З 1 березня 1000 по 28 лютого 1100            | 6 днів                           |
| З 23 лютого 1100 по 21 лютого 1300                                                        | З 1 березня 1100 по 28 лютого 1300            | 7 днів                           |
| З 22 лютого 1300 по 20 лютого 1400                                                        | З 1 березня 1300 по 28 лютого 1400            | 8 днів                           |
| З 21 лютого 1400 по 19 лютого 1500                                                        | З 1 березня 1400 по 28 лютого 1500            | 9 днів                           |
| З 20 лютого 1500 року по 4 жовтня 1582 року                                               | З 1 березня 1500 року по 14 жовтня 1582 року  | 10 днів                          |